# Golden Falls (Grenada)
Die Golden Falls sind ein Wasserfall auf der Karibikinsel Grenada.

## Geographie
Der Wasserfall liegt im Parish Saint Andrew im Gebiet von Mount Horne, im Osten der Insel. Er wird vom Grand Bras River gespeist und liegt auf ca. 170 m Höhe.
Seinen Namen erhält er von schwefelhaltigen Ablagerungen, die dem Gestein eine gelbliche Färbung verleihen.